# جريدة أبو دلامة
جريدة أبو دلاّمة أنشأها فريق من شباب صيدا. صاحبها ومديرها المسؤول رفقي افندي بكار، هي جريدة أسبوعية.
كانت جريدة هزلية أدبية، لذلك تم اخيار هذا الاسم لها وهو عائد لشاعر هزلي معروف من العصر العبّاسي.
كانت تصدر في ثماني صفحات متوسطة. كانت قيمة الإشتراك السنوي فيها 50 قرشاً ذهباً في سوريا و80 قرشا خارجها.
لم تعش هذه الجريدة لأكثر من سنة.